# Сара Пинбъра
Сара Пинбъра (на английски: Sarah Pinborough) е английска сценаристка и писателка на произведения в жанра съвременен и исторически трилър, хорър, дарк фентъзи и научна фантастика. Писала е и под псевдонима Сара Силвървуд (на английски: Sarah Silverwood).

## Биография и творчество
Сара Пинбъра е родена на 28 март 1972 г. в Милтън Кейнс, Бъкингамшър, Англия. Баща ѝ е дипломат и пътува много с него в Близкия изток, Судан, Сирия, Индия и Русия. От 8-годишна възраст до пълнолетие остава и учи в интернат, което впоследствие повлиява много на начина ѝ на писане.
Работи като учителка в в Бедфордшър и Бъкингамшър. Заедно с работата си започва да пише романи. По-късно през 2008 г. напуска работата си и се посвещава на писателската си кариера.
Прави литературния си дебют през 2001 г. с разказа „Express Delivery“ (Експресна доставка). Първият ѝ хорър роман „The Hidden“ (Скритото) е издаден през 2004 г.
Психологическият ѝ трилър „Зад нейните очи“, издаден през 2017 г., е преведен на 25 езика. През 2021 г. романът е екранизиран в телевизионния минисериал „Това, което очите ѝ крият“ с участието на Симона Браун и Том Бейтман.
През 2009 г. печели британската награда за фентъзи в категорията „Най-добър кратък разказ“, а през 2010 и 2014 г. – в категорията „Най-добър роман“.
Пише сценарии за Би Би Си и няколко други телевизионни компании.
Сара Пинбъра живее в Стони Стратфорд, съставен град на Милтън Кейнс.

## Произведения

### Самостоятелни романи
- The Hidden (2004)
- The Reckoning (2005)
- Breeding Ground (2006)
- The Taken (2007)
- Tower Hill (2008)
- The Language of Dying (2009) – британска награда за фентъзи
Езикът на умирането, изд.: „Артлайн студиос“, София (2016), прев. Надя Златкова
- Feeding Ground (2009)
- A Necessary End (2014) – с Ф. Пол Уилсън
- The Death House (2015)
- 13 Minutes (2016)
- Behind Her Eyes (2017)
Зад нейните очи, изд.: „Сиела“, София (2021), прев. Надя Златкова
- Cross Her Heart (2018)
- Dead to Her (2020)
- Insomnia (2022)

### Серия „Богове с лица на кучета“ (Dog-Faced Gods)
1. A Matter Of Blood (2010)
2. The Shadow of the Soul (2011)
3. The Chosen Seed (2012)

### Серия „Хроники отникъде“ (Nowhere Chronicles) – като Сара Силвървуд
1. The Double-edged Sword (2010)
2. The Traitor's Gate (2011)
3. The London Stone (2012)

### Серия „Приказки от кралствата“ (Tales From the Kingdoms)
1. Poison (2013)
Отрова, изд.: „Артлайн студиос“, София (2016), прев. Жени Петкова
2. Charm (2013)
3. Beauty (2013) – британска награда за фентъзи

### Серия „Д-р Томас Бонд“ (Dr Thomas Bond)
1. Mayhem (2013)
2. Murder (2014)

### Участие в общи серии с други писатели
- Into the Silence (2009) и Long Time Dead (2011) в серията „Torchwood“
- Zombie Apocalypse Diary Entry 2 (2013) и Zombie Apocalypse Diary Entry 1 (2013) в серията „Zombie Apocalypse!“
- They Say a Girl Died Here Once (2016) в серията „Earthling Halloween“

### Сборници
- Obsidian (2016) – с Кели Армстронг, Танит Лий, Алисън Литълвуд, Маура Макхю, Лора Мауро, Мари О'Ригън, Кари Сперринг, Лайза Татъл и Лиз Уилямс

### Разкази
- Express Delivery (2001)
- The Shadow Boy (2002)
- The Bohemian of the Arbat (2007)
- Crystal Carla (2007)
- The Fear (2007)
- Our Man in the Sudan (2008)
- Do You See? (2008) – британска награда за фентъзи
- Long Overdue (2009)
- The Nowhere Man (2009)
- The Language of Dying (2009)
- The Confessor's Tale (2009)
- Snow Angels (2009)
- When the Darkness Comes (2010)
- The Old Man of Northampton and the Sea (2010)
- Diary Entry #1 (2010)
- Diary Entry #2 (2010)
- Diary Entry #3 (2010)
- The Compartments of Hell (2010) – с Пол Мелой
- Grandmother's Slippers (2011)
- The Room Upstairs (2011)
- The Screaming Room (2011)
- Collect Call (2012)
- Peace Land Blood (2012)
- The Loathing of Strangers (2016)
- The Hangman's Bride (2018)

### Екранизации
- 2012 New Tricks – тв сериал, 1 епизод
- 2021 Това, което очите ѝ крият, Behind Her Eyes – тв минисериал, 6 епизода
- ?? 13 Minutes